# Tina Nordström

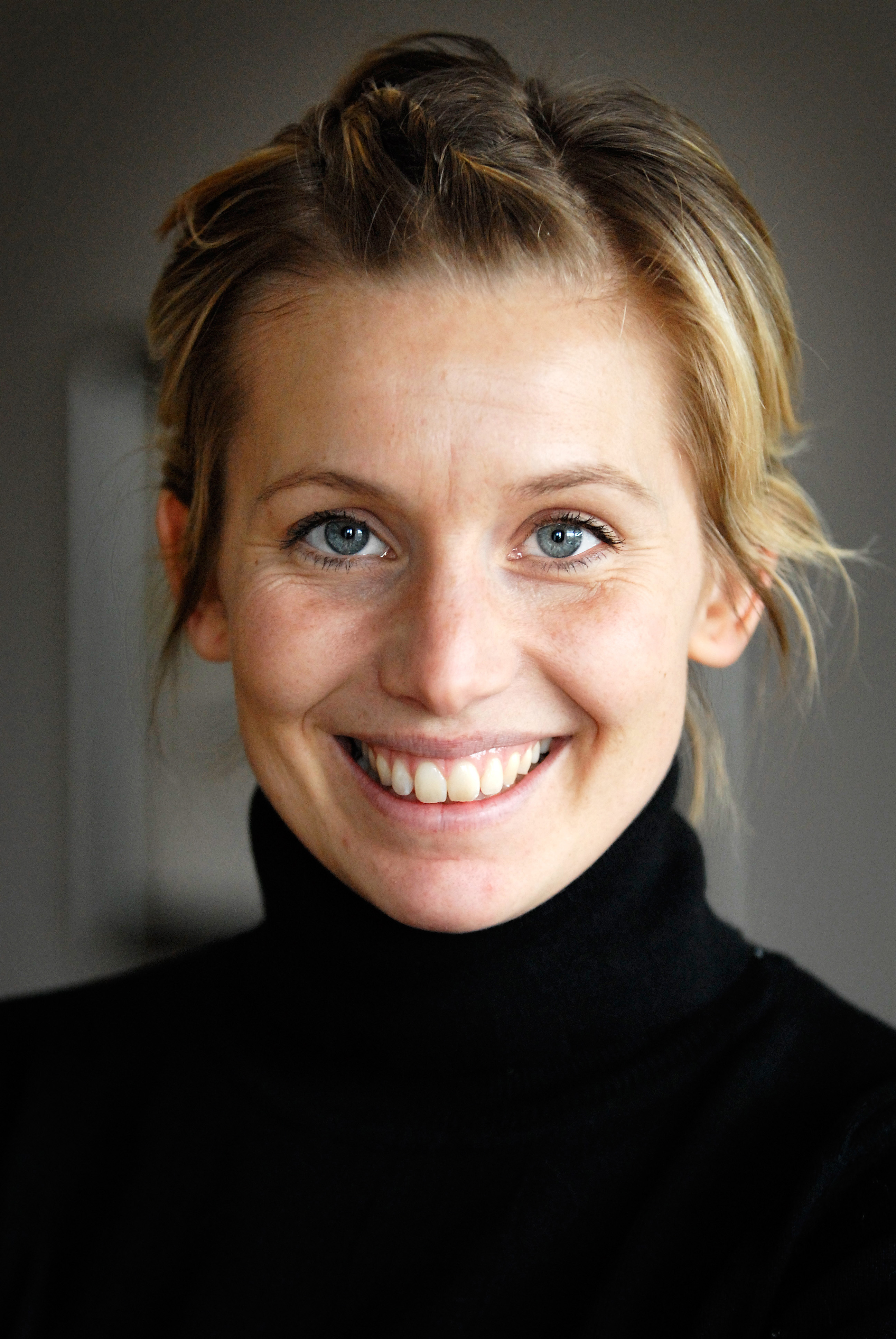
Tina Nordström

Maria Kristina „Tina“ Nordström Holmqvist (geboren am 6. August 1973) ist eine schwedische Starköchin und TV-Persönlichkeit aus Helsingborg, Schweden. Sie moderierte die zweite Staffel von New Scandinavian Cooking auf dem Fernsehsender PBS im amerikanischen TV, wo sie Andreas Viestad als Moderator der Sendung ablöste; ihr Nachfolger war Claus Meyer. Zudem trat sie in einer weiteren Sendung mit der gleichen Besetzung auf: „Perfect Day“, produziert von Tellusworks/Anagram Produktion und unter der Regie von Andreas Lindergard. Neben der Kochsendung Mat („Essen“), welche sie gemeinsam mit Tomas Tengby auf die Beine stellte, hat sie Kochbücher geschrieben—Tinas mat („Tina's Essen“), Tina and Jättegott Tina („Lecker, Tina“).
2008 gewann Nordström in der schwedischen Version der Fernsehsendung Let's Dance 2009 produzierte sie die Sendung Tinas cookalong, in der Gordon Ramsay als Gast teilnahm. Seit 2014 ist sie Teil der Jury in der Serie Sveriges yngsta mästerkock, die schwedische Version von Masterchef Junior.